# VZ Arietis
VZ Arietis eller HD 17471, är en ensam stjärna belägen i den mellersta delen av stjärnbilden Väduren. Den har en lägsta skenbar magnitud av ca 5,89 och är mycket svagt synlig för blotta ögat där ljusföroreningar ej förekommer. Baserat på parallax enligt Gaia Data Release 2 på ca 5,77 mas beräknas den befinna sig på ett avstånd av ca 560 ljusår (ca 173 parsec) från solen. Den rör sig bort från solen med en heliocentrisk radialhastighet av ca 14 km/s.

## Observation
Stjärnan var tidigare känd som 16 Trianguli, men eftersom stjärnan inte längre finns i stjärnbilden Triangeln har denna beteckning tagits ur bruk.
År 1984 meddelade den tjeckoslovakiske astronomen Juraj Zverko att stjärnan, som då kallades HR 830, är en variabel stjärna. Den fick variabelbeteckning, VZ Arietis, 1987.

## Egenskaper
VZ Arietis är en vit till blå stjärna i huvudserien av  spektralklass A0 V, som är en kemiskt ovanlig stjärna av typ CP2 (Ap-stjärna) och som har ett onormalt överskott av kisel i dess spektrum. Den är en Alfa2 Canum Venaticorum-variabel som har en massa av ca 2,7 solmassor, en radie av ca 3,1 solradier och utsänder energi från dess fotosfär motsvarande ca 79 gånger solen vid en effektiv temperatur av ca 10 300